# شمهات
شَمهات (اکدی: 𒊩𒌑𒉺، آوانگاری: Šamḫat؛ که همچنین در رونوشت کهن بابلی گیلگمش " شمکت " نامیده می‌شود) یک شخصیت زن است که در لوح‌های یکم و دوم افسانه گیلگمش پدیدار می‌شود و در لوح هفتم هم از او گفته می‌شود. او یک روسپی سپند (مقدس) است که نقش مهمی درآوردن انسان درنده، انکیدو، به شهریگری ایفا می‌کند.

## در افسانه
شمهات در لوح یکم نقش مهمی در رام کردن انسان وحشی، انکیدو، دارد که توسط خدایان به عنوان هماورد گیلگمش نیرومند آفریده شده‌است. شمهات یک روسپی سپند (مقدس) یا هریمتو بود. از او خواسته شد تا از گیرایی و جذابیت خود برای وسوسه کردن انکیدو و آوردن او از طبیعت و «درندگی» به شهر و شهریگری استفاده کند.
شوربختانه برای انکیدو، پس از این کارگاه جنسی طولانی در شهریگری، همراهان پیشینش، که جانوران درنده بودند، با ترس از او دور شدند و دیگر در چاهی که در آن اجتماع می‌کردند، دور هم نیامدند. شمهات انکیدو را متقاعد می‌کند که از او پیروی کند و در شهر اوروک، جایی که گیلگمش پادشاه است، به دنیای شهری بپیوندد و زندگی پیشین خود را در طبیعت با جانوارن درنده تپه‌ها رها کند. از این پس، گیلگمش و انکیدو تبدیل به بهترین دوستان هم می‌شوند و ماجراهای زیادی را پشت سر می‌گذارند.
هنگامی که انکیدو در حال مرگ است، برآشفتگی خود را از شمهات به خاطر شهری کردن او ابراز می‌کند و او را متهم می‌کند که او را به دنیای نو و تجربیاتی که منجر به مرگ او شده‌است، کشانده‌است. به او ناسزا می‌دهد و او را رها می‌کند. شمشِ خدا به انکیدو یادآوری می‌کند که شمهات او را خوراک و پوشاک می‌داده‌است. انکیدو دست از ناسزا برمی‌دارد و او را حلال می‌کند و می‌گوید که همه مردان خواهان او هستند و به او جواهرات هدیه می‌دهند.